# Mali Vrh pri Šmarju
Mali Vrh pri Šmarju este o localitate din comuna Grosuplje, Slovenia, cu o populație de 362 de locuitori.